# Буремльское княжество
Буремльское княжество — небольшое удельное вассальное княжество 15 — 17 веках в Великом княжестве Литовском (с 1569 года — Речи Посполитой). Включало земли на Волыни с центром в Буремле (ныне в Ровенской области, Украина). Находилось во владении родов Гедиминовичей, Курцевичей, Буремских. Гербом был готический щит, на котором помещен знак в виде перекрещенных раздвоенных сзади вил.

## История
Основа удела вокруг замка Буремль была положена в 1366 году, когда она была передана Александру Кориатовичу, князю Подольскому. Впоследствии оно находилось в собственности князя Константина Михайловича, внука Наримунта Гедиминовича. Впрочем, фактически формирование произошло при князе Михаиле Константиновиче Курцевиче, который имел титул князя Ольшанского. В 1452 году получил от короля польского и великого князя литовского Казимира IV Ягеллончика привилей на Буремльский удел, стал называться князем на Буремле. Относительно происхождения князей Курцевичей у историков, изучавших проблемы литовско-русской княжеской генеалогии эпохи средневековья, нет единодушия. В свое время Юзеф Вольф предположил происхождение князей на Буремле от Наримунта-Глеба Гедиминовича, князя пинского. Аналогичного мнения придерживается также украинский историк Наталья Яковенко. В свою очередь Леонтий Войтович предпочитал выводить происхождение Буремльских и Курцевичей от Константина Кориатовича, князя Подольского.
В середине 1450-х годов произошло выделение Буремльского княжества, которое получил старший сын Михаила Курцевича — Федор Константинович, основавший ветвь, представители которой от названия родины начали писаться Курцевичами-Буремльскими, а затем Буремскими. В XVI веке владельцы княжества стали получать ежегодные пожалования из доходов Луцкой пошлины, которые предоставлялись за оборону Волынского воеводства от ногайских и крымских татар. Впрочем, в 1575 году во время набега татар был захвачен и сожжен Буремль, нанесен значительный ущерб княжеству.
После смерти князя Андрея Андреевича Буремского в 1610 году княжество прекратило существование: было разделено между родами Друцких-Соколинских и Курцевичей-Булыг.

## Князья Буремские
- Фёдор Михайлович Курцевич-Буремский (ум. после 1464)
- Лев Фёдорович Курцевич-Буремский (ум. после 1528)
- Александр Фёдорович Курцевич-Буремский (ум. ок. 1527)
- Дмитрий Александрович Курцевич-Буремский (ум. ок. 1570)
- Иван Дмитриевич Курцевич-Буремский (ум. 1568)
- Александр Дмитриевич Курцевич-Буремский (ум. ок. 1570)
- Андрей Александрович Курцевич-Буремский (ум. 1592)
- Андрей Андреевич Курцевич-Буремский (ум. 1610)